# 242523 Kreszgéza
242523 Kreszgéza è un asteroide della fascia principale. Scoperto nel 2005, presenta un'orbita caratterizzata da un semiasse maggiore pari a 2,6634527 UA e da un'eccentricità di 0,1274347, inclinata di 8,50091° rispetto all'eclittica.